# Vareniklin

Strukturformel för vareniklin, som har summaformeln C_{13}H_{13}N_{3}.

Vareniklin är ett läkemedel mot beroende av nikotin. Läkemedlet är utvecklat av läkemedelsföretaget Pfizer och säljs under läkemedelsnamnen Champix och Chantix.
Vareniklin binder selektivt till acetylkolinreceptorn. Detta är samma receptor som nikotin binder till. Genom att binda till receptorn minskar den abstinens som annars kan uppträda.
I USA är vareniklin redan godkänt som läkemedel och säljs under namnet Chantix. I Sverige säljs det sedan 22 november 2006 under namnet Champix.
Behandling med vareniklin ska ske i kombination med ett supportprogram inkluderat med läkemedlet.

## Minskar abstinens och stoppar nikotin
Genom att vareniklin binder till acetylkolinreceptorn minskar abstinens och längtan efter nikotin. Vareniklin binder emellertid inte på exakt samma sätt som nikotin vilket gör att läkemedlet inte ger samma tydliga "belöningskänsla" som nikotin kan ge.
Genom att vareniklin binder till samma receptor som nikotin kan nikotin inte binda till acetylkolinreceptorn i samma utsträckning som annars. Detta gör att rökning inte blir angenämt på samma sätt om rökaren samtidigt medicineras med läkemedlet.
Tillfällig rökning efter rökstoppet innebär normalt att man börjar röka igen. En förhoppning med vareniklin är att det minskade nöjet av rökning som läkemedlet ger upphov till minskar denna risk.

## Binder till 5-HT3
Förutom att binda till acetylkolinreceptorn binder vareniklin till 5-HT3-receptorn i hjärnans serotoninsystem. Det finns forskning som antyder att ämnen som binder till 5-HT3-receptorn kan minska droglängtan.
Hur effekten på 5-HT3-receptorn bidrar till effekten hos läkemedlet är oklart.

## Historia
Vareniklin valdes ut från ett större antal ämnen som binder till samma receptor som nikotin. Ämnet är kemiskt besläktat med cytisin. Cytisin har en jämförbar effekt som nikotin eftersom de båda ämnena är kemiskt lika varandra.
Vareniklin blev godkänt i USA av Food and Drug Administration den 11 maj 2006.